# Leucophora nigricauda
Leucophora nigricauda är en tvåvingeart som först beskrevs av Jacques-Marie-Frangile Bigot 1885.  Leucophora nigricauda ingår i släktet Leucophora och familjen blomsterflugor. Inga underarter finns listade i Catalogue of Life.